# Uromyces scariosa
Uromyces scariosa är en svampart som beskrevs av Berk. 1855. Uromyces scariosa ingår i släktet Uromyces och familjen Pucciniaceae.   Inga underarter finns listade i Catalogue of Life.